# Telson nicholsi
Telson nicholsi is een eenoogkreeftjessoort uit de familie van de Telsidae. De wetenschappelijke naam van de soort is voor het eerst geldig gepubliceerd in 1960 door Causey.